# Українсько-парагвайські відносини
Українсько-парагвайські відносини — відносини між Україною та Республіка Парагвай.
Парагвай визнала незалежність України 1 квітня 1992 року. Дипломатичні відносини між двома державами було встановлено 26 лютого 1993 року.
Інтереси громадян України в Парагваї захищає посольство України в Аргентинській Республіці (Буенос-Айрес), а інтереси громадян Парагваю в Україні — Посольство Республіки Парагвай в Ватикані.
Між країнами діє безвізовий режим.